# 291

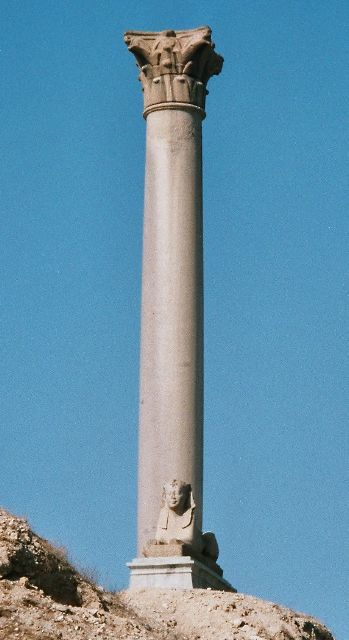
Alexandria, Egypte

Het jaar 291 is het 91e jaar in de 3e eeuw volgens de christelijke jaartelling.

## Gebeurtenissen

### Egypte
- Keizer Diocletianus onderdrukt een bloedige opstand in Alexandrië. Ter nagedachtenis hiervan laat hij in de stad een triomfzuil oprichten. De Bibliotheek van Alexandrië wordt door brand verwoest.
- Diocletianus sluit een vredesverdrag met de koninkrijken Aksum en Nubië.

### China
- Oorlog van de Acht Prinsen (291-306): Na het overlijden van keizer Sima Yan breekt er een burgeroorlog uit tussen de leden van de Sima-familie over de troonsopvolging.
- Het noorden van het Chinese keizerrijk valt uiteen in rivaliserende staatjes.